# Кубок Шотландії з футболу 1904—1905
Кубок Шотландії з футболу 1904–1905 — 32-й розіграш кубкового футбольного турніру у Шотландії. Титул вдруге здобув Терд Ланарк.

## Перший раунд
| Команда 1                    | Рахунок | Команда 2                |
| ---------------------------- | ------- | ------------------------ |
| 21 січня 1905                |         |                          |
| Ковденбіт (-)                | 2:0     | Сикс ГРВ (-)             |
| Керколді Юнайтед (-)         | 3:1     | Кріф Морізоніенс (-)     |
| 28 січня 1905                |         |                          |
| Абердин (2)                  | 2:1     | Квінз Парк (1)           |
| Ейрдріоніанс (1)             | 7:0     | Сент-Джонстон (-)        |
| Артурлі (2)                  | 0:0     | Мотервелл (1)            |
| Безгейт (-)                  | 2:1     | Арброт (-)               |
| Дамфріс (-)                  | 1:2     | Селтік (1)               |
| Данді (1)                    | 1:3     | Гарт оф Мідлотіан (1)    |
| Гіберніан (1)                | 1:1     | Партік Тісл (1)          |
| Кілмарнок (1)                | 2:2     | Бейз (-)                 |
| Лочгеллі Юнайтед (-)         | 5:1     | Інвернесс Каледоніан (-) |
| Грінок Мортон (1)            | 2:0     | Рентон (-)               |
| Порт-Глазго Атлетік (1)      | 3:0     | Странрар (-)             |
| Рейнджерс (1)                | 2:1     | Ейр (-)                  |
| Сент-Міррен (1)              | 1:0     | Клайд (2)                |
| Терд Ланарк (1)              | 4:1     | Літ Атлетік (2)          |
| 4 лютого 1905 (перегравання) |         |                          |
| Мотервелл (1)                | 1:0     | Артурлі (2)              |
| Партік Тісл (1)              | 4:2     | Гіберніан (1)            |
| Бейз (-)                     | 3:1     | Кілмарнок (1)            |

## Другий раунд
| Команда 1                   | Рахунок | Команда 2               |
| --------------------------- | ------- | ----------------------- |
| 11 лютого 1905              |         |                         |
| Абердин (2)                 | 1:1*    | Безгейт (-)             |
| Ейрдріоніанс (1)            | 3:0     | Порт-Глазго Атлетік (1) |
| Бейз (-)                    | 4:0     | Ковденбіт (-)           |
| Селтік (1)                  | 3:0     | Лочгеллі Юнайтед (-)    |
| Керколді Юнайтед (-)        | 0:1     | Партік Тісл (1)         |
| Грінок Мортон (1)           | 0:6     | Рейнджерс (1)           |
| Мотервелл (1)               | 0:1     | Терд Ланарк (1)         |
| Сент-Міррен (1)             | 2:1     | Гарт оф Мідлотіан (1)   |
| 18 лютого 1905 (догравання) |         |                         |
| Абердин (2)                 | 6:1     | Безгейт (-)             |

* - матч був призупинений і дограний через тиждень.

## Чвертьфінали
| Команда 1                     | Рахунок | Команда 2        |
| ----------------------------- | ------- | ---------------- |
| 25 лютого 1905                |         |                  |
| Селтік (1)                    | 3:0     | Партік Тісл (1)  |
| Рейнджерс (1)                 | 5:1     | Бейз (-)         |
| Сент-Міррен (1)               | 0:0     | Ейрдріоніанс (1) |
| Терд Ланарк (1)               | 4:1     | Абердин (2)      |
| 4 березня 1905 (перегравання) |         |                  |
| Ейрдріоніанс (1)              | 3:1     | Сент-Міррен (1)  |

## Півфінали
| Команда 1       | Рахунок | Команда 2        |
| --------------- | ------- | ---------------- |
| 25 березня 1905 |         |                  |
| Рейнджерс (1)   | 2:0     | Селтік (1)       |
| Терд Ланарк (1) | 2:1     | Ейрдріоніанс (1) |

## Фінал
| 8 квітня 1905 15:00 (CET) |

| Терд Ланарк (1) | 0:0      | Рейнджерс (1) |
| --------------- | -------- | ------------- |
|                 | Протокол |               |

| Гемпден-Парк, Глазго Глядачів: 54 000 |

### Матч-перегравання
| 15 квітня 1905 15:00 (CET) |

| Терд Ланарк (1)     | 3:1      | Рейнджерс (1) |
| ------------------- | -------- | ------------- |
| Джонстон Вілсон (2) | Протокол | Сміт          |

| Гемпден-Парк, Глазго Глядачів: 55 000 |